# Geranium crassipes
Geranium crassipes là một loài thực vật có hoa trong họ Mỏ hạc. Loài này được Hook. ex A.Gray mô tả khoa học đầu tiên năm 1854.